# 恰秀路街道
恰秀路街道，是中华人民共和国新疆维吾尔自治区阿勒泰地区阿勒泰市下辖的一个街道办事处。

## 沿革
2014年，阿勒泰市人民政府启动对恰秀路街道办事处的设立工作。2015年，伊犁哈萨克自治州人民政府批复阿勒泰地区阿勒泰市设立恰秀路街道办事处。

## 行政区划
恰秀路街道下辖以下村级行政区划单位：
恰秀社区、红石社区、额河社区、葡萄园社区、克兰社区、红墩路社区。

## 文化与经济
该地区的学校有阿勒泰地区第二高级中学、阿勒泰市第一中学等。2020年12月2日，阿勒泰市馕文化产业园在五指泉路克兰社区负一层举办开园仪式。中共阿勒泰市委副书记、代理市长余明海，市委副书记李冰，市委常委、政府常务副市长人选尹晓文等出席仪式，副市长叶素琴主持开园仪式。馕文化产业园主要分为馕文化展示区、生产加工区、儿童体验区、产品销售区、电商区、品尝区等功能区。

## 图库

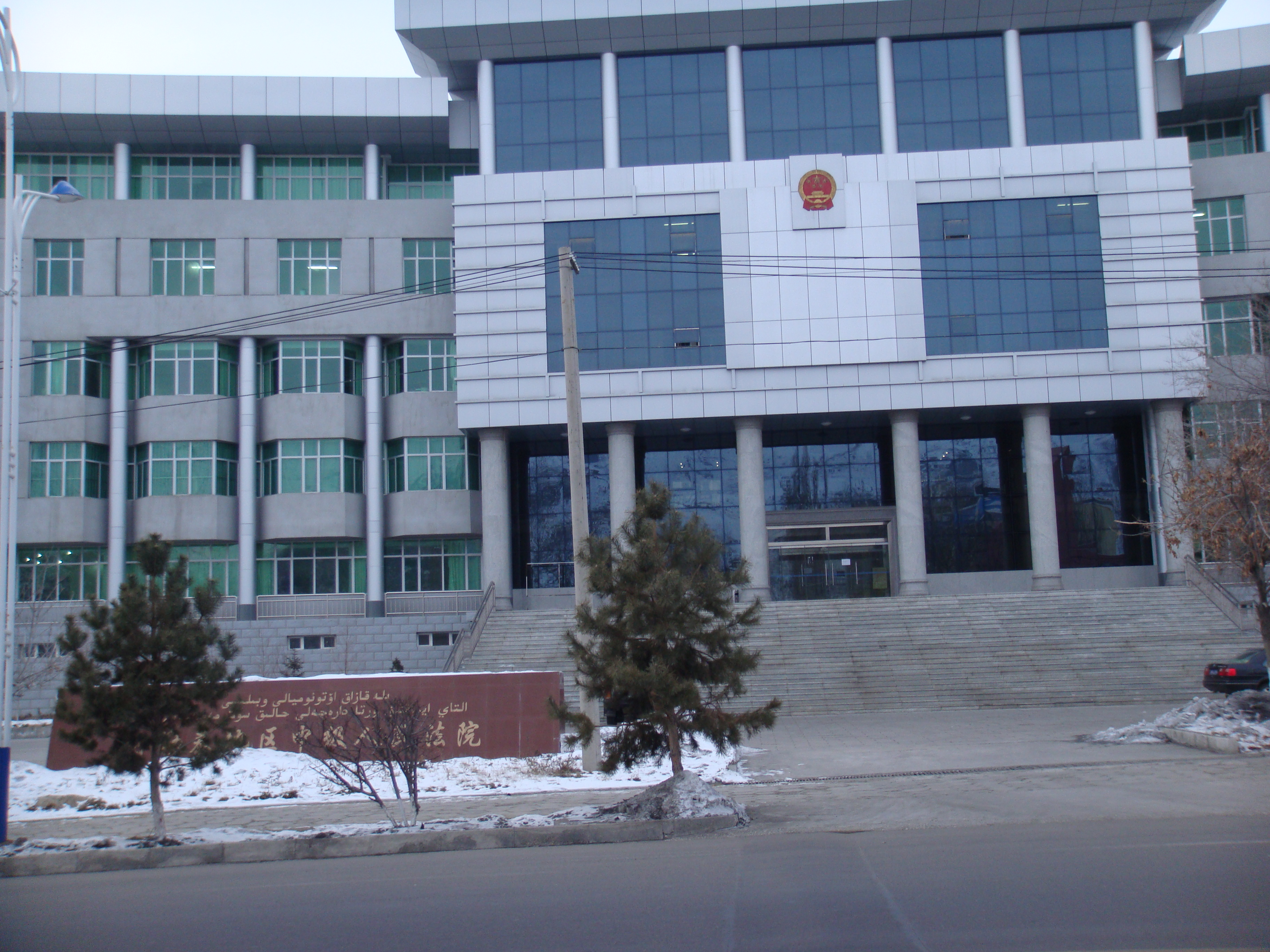
阿勒泰地区中级人民法院
恰秀路街道克兰人家住宅区